# سده ۲۲ (میلادی)
سده ۲۲ میلادی یا قرن بیست و دوم (میلادی) سده‌ای است که پس از قرن جاری از شروع سال ۲۱۰۱ آغاز خواهد شد و پس از گذشت یک صد سال در پایان سال ۲۲۰۰ به پایان خواهد رسید. در کاربردهای عامیانه از آن با نام قرن آینده نام برده می‌شود. در تقویم گریگوری این قرن بیست و دومین قرن پس از میلاد مسیح است.
| سده‌ها: | سده ۲۱ - سده ۲۲ - سده ۲۳                          |
| دهه‌ها: | ۲۱۰۰ ۲۱۱۰ ۲۱۲۰ ۲۱۳۰ ۲۱۴۰ ۲۱۵۰ ۲۱۶۰ ۲۱۷۰ ۲۱۸۰ ۲۱۹۰ |

## اتفاقات نجومی
- در این قرن ۲۳۹ ماه گرفتگی روی خواهد داد.
- نخستین خورشید گرفتگی کامل پس از ۱۷۷ سال در سال ۲۱۵۰ روی خواهد داد.

## دهه‌ها و سالها
‎